# Marc Secretan
Pour les articles homonymes, voir Secrétan.
Marc Secretan (Marc-François-Louis, qui signe Secretan), né à Lausanne, en Suisse, le 17 mai 1804, mort dans cette même ville le 28 juin 1867, est un juriste, mathématicien, opticien, et pionnier de la photographie.

## Biographie
Marc Secretan étudie le droit à Lausanne et devient avocat, puis juge au tribunal de district de Lausanne où il exerce de 1831 à 1837. Tous ses loisirs sont cependant consacrés aux mathématiques et  à l'astronomie. De 1830 à 1831, il reçoit une formation d'officier à l'école militaire de Thoune, où il se lie d'amitié avec le prince Louis Napoléon, qui suit les cours de l'école en qualité de volontaire des troupes de génie de l'armée suisse. Secretan est nommé capitaine de génie en 1832 et abandonne à la même époque sa carrière juridique pour se vouer à l'enseignement des sciences mathématiques. En 1833, il devient suppléant du professeur Emmanuel Develey à l'Académie de Lausanne et en 1838 devient titulaire de la chaire de mathématiques, qu'il détient jusqu'en 1844.
Il s'établit alors à Paris pour s'associer à Noël Paymal Lerebours, fondateur d'un atelier d'instruments optiques devenu célèbre. Marc Secretan prend même la direction de cette entreprise lorsque son associé se retire des affaires en 1854. Opticien de l'Observatoire de Paris, il fournit à cette institution six instruments astronomiques, qui comptent parmi ses meilleures productions. C'est lui aussi qui fournit à Léon Foucault les moyens pratiques de réaliser des miroirs en verre argenté si précis que ce savant a pu déterminer avec précision, en 1862, la vitesse de la lumière.
Secretan s'intéresse aussi à la photographie. Il travaille dès 1840 avec Frédéric Martens et Samuel Heer à la production de daguerréotypes

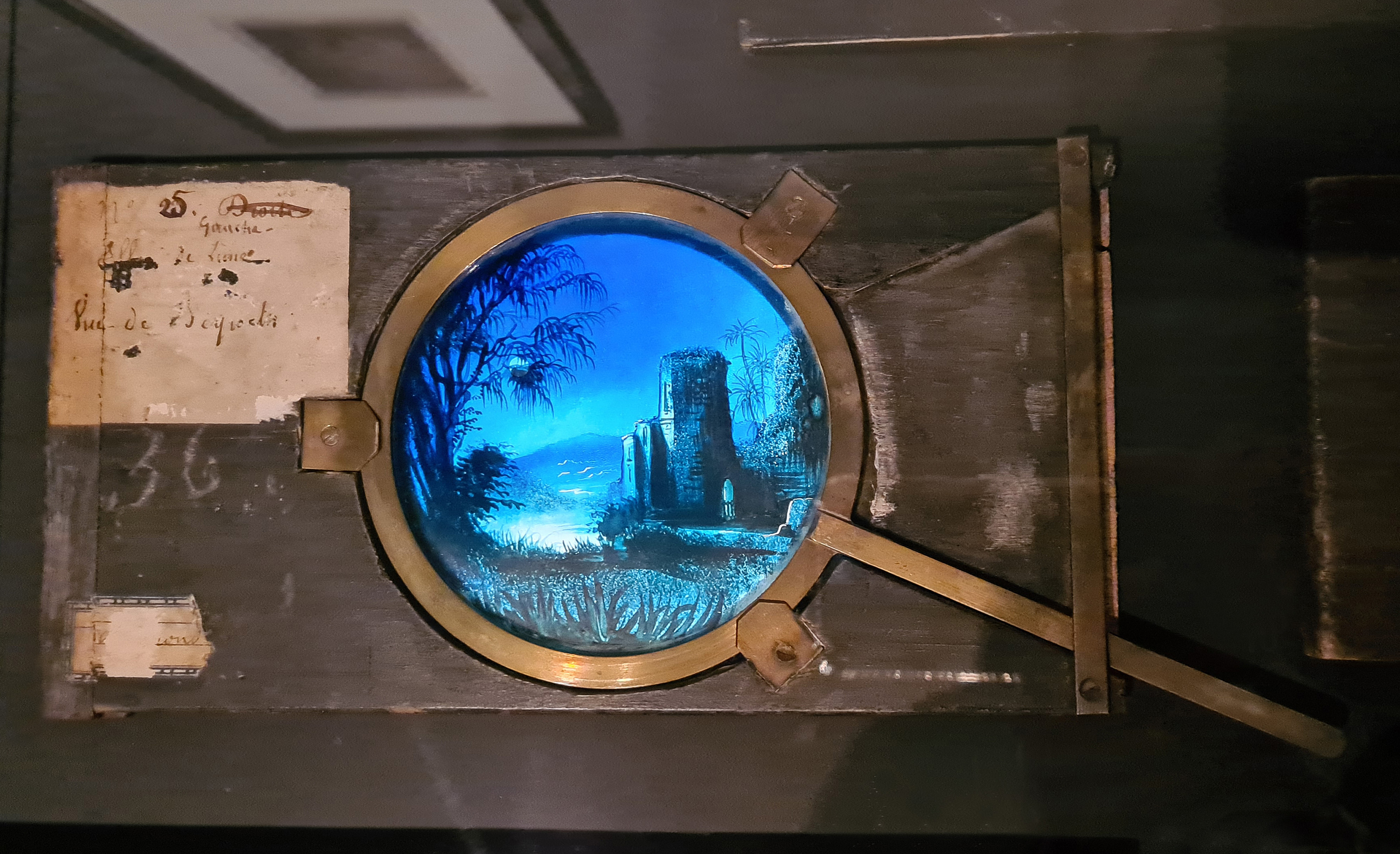
Effet de lune, plaque Secretan, vers 1860.

En 1842, il publie, en collaboration avec Lerebours, un Nouveau traité théorique et pratique de photographie sur papier et sur verre qui connaît un grand succès.
Par ailleurs, Marc Secretan produit de nombreux instruments utilisés pour la chimie, la galvanoplastie, et la minéralogie, divers instruments de géodésie, des télescopes à miroir en verre argenté, des lunettes et longues-vues, ainsi que des objectifs photographiques. En 1859, son entreprise est chargée de la fabrication de diapasons légaux dont la fréquence a été fixée à 870 vibrations simples (soit 475 vibrations doubles par seconde) par l'Académie des sciences de Paris.
Les instruments scientifiques de Secretan obtiennent des médailles à l'Exposition universelle de 1855 et à celle de 1867.
Après son décès en 1867, c'est son fils Auguste Secretan qui reprend la direction de l'entreprise parisienne.